# Spathius sugiurai
Spathius sugiurai är en stekelart som beskrevs av Sergey A. Belokobylskij och Maeto 2008. Spathius sugiurai ingår i släktet Spathius och familjen bracksteklar. Inga underarter finns listade i Catalogue of Life.